# Favia
Genre
Favia est un genre de coraux scléractiniaires de la famille des Faviidae.

## Liste des espèces
| Selon World Register of Marine Species (2/3/2020) : - Favia fragum (Esper, 1795) - Favia gravida Verrill, 1868 La plupart des autres espèces comptabilisées par ITIS sont rangées dans d'autres genres de Mussidae ou Merulinidae par WoRMS. | Selon ITIS (18 novembre 2014) : - Favia conferta Verrill, 1868 - Favia danae Verrill, 1872 - Favia doreyensis - Favia favus (Forskål, 1775) - Favia fragum (Esper, 1795) - Favia gravida Verrill, 1868 - Favia helianthoides Wells, 1954 - Favia laxa (Klunzinger, 1879) - Favia leptophylla Verrill, 1868 - Favia lizardensis Veron, Pichon & Wijsman-Best, 1977 - Favia maritima (Nemenzo, 1971) - Favia matthaii Vaughan, 1918 - Favia maxima Veron, Pichon & Wijsman-Best, 1977 - Favia pallida (Dana, 1846) - Favia rotumana (Gardiner, 1899) - Favia rotundata (Veron, Pichon, & Wijsman-Best, 1977) - Favia speciosa (Dana, 1846) - Favia stelligera (Dana, 1846) - Favia veroni Moll & Best, 1984 - Favia wisseli Scheer & Pillai, 1983 |